# Bitwa morska pod Palermo
Bitwa morska pod Palermo – starcie zbrojne pomiędzy flotą francuską i holendersko-hiszpańską, które miało miejsce 2 czerwca 1676 roku podczas wojny Francji z Koalicją.
Do bitwy doszło kiedy marszałek Vivonne, głównodowodzący francuskiej ekspedycji na Sycylię, postanowił ostatecznie zniszczyć flotę przeciwnika, która zdemoralizowana po śmierci swojego dotychczasowego dowódcy admirała de Ruytera w bitwie pod Augustą wycofała się do Palermo, chroniąc swe okręty w obszernej zatoce. Za radą Tourville'a, wraz z którym badał teren przyszłej bitwy, Vivonne zdecydował się na użycie branderów. Atak przeprowadził Abraham Duquesne, zastępca francuskiego marszałka. Kiedy francuskie liniowce ostrzelały port i nadbrzeżne umocnienia, a kpt. markiz De Preuilly związał w bliskiej walce nieprzyjacielską awangardę, aby uniemożliwić wymknięcie się sprzymierzonych z pułapki, Vivonne zdecydował o użyciu branderów. Pozbawione możliwości manewru nieprzyjacielskie okręty kolejno padały pastwą płomieni. Ostatecznie sprzymierzeni stracili 9 liniowców, 6 galer i 4 brandery, zaś wśród 1 960 poległych byli zarówno głównodowodzący admirałowie Jan den Haen i Don Diego Harra, jak i zastępca Haena Pieter van Middelandt oraz dwóch kolejnych admirałów hiszpańskich – Juan de Villarroel i Francisco de La Cerda.
Zwycięstwo pod Palermo przyniosło Francuzom panowanie nie tylko na wodach sycylijskich, ale na całym Morzu Śródziemnym, zaś Colbert uznał je za "najświetniejsze, jakie kiedykolwiek uzyskała marynarka". Vivonne jednak nazbyt długo świętował swój triumf, zamiast oczyścić wyspę z nieprzyjacielskich garnizonów, tak że nie przyniosło ono całkowitego opanowania Sycylii przez Francję. Ostatecznie w marcu 1678 roku Francuzi zdecydowali że ekspedycja sycylijska pochłania zbyt wiele potrzebnych gdzie indziej sił i przystąpili do jej ewakuacji.